# Sausset-les-Pins
 Sausset-les-Pins  es una comuna y población de Francia, en la región de Provenza-Alpes-Costa Azul, departamento de Bocas del Ródano, en el distrito de Istres y cantón de Châteauneuf-Côte-Bleue.
Su población en el censo de 2016 era de 7.792 habitantes.
Está integrada en la Communauté urbaine Marseille Provence Métropole.

## Demografía
| 1 058 | 1 066 | 2 205 | 3 876 | 5 541 | 7 233 | 7 233 | 7 792 |
| Para los censos de 1962 a 1999 la población legal corresponde a la población sin duplicidades (Fuente: INSEE [Consultar]) |       |       |       |       |       |       |       |

- Actualmente está hermandado con Sentmenat (Barcelona)

- Datos: Q498204
- Multimedia: Sausset-les-Pins / Q498204

1. ↑  Worldpostalcodes.org, código postal n.º 13960.
2. ↑  INSEE, Datos de población para el año 2012 de Sausset-les-Pins (en francés).